# Morze Ochockie
Morze Ochockie (ros. Охотское море) – morze w północno-zachodniej części Oceanu Spokojnego leżące między półwyspem Kamczatka, Wyspami Kurylskimi i Hokkaido na wschodzie, a Sachalinem i kontynentem azjatyckim na zachodzie. Z Oceanem Spokojnym łączy się przez Cieśniny Kurylskie, z Morzem Japońskim przez Cieśninę Tatarską i Cieśninę La Pérouse’a.
Większa część morza leży na szelfie kontynentalnym. Długość linii brzegowej 10 460 km. Linia brzegowa słabo rozwinięta. Największe zatoki: Szelichowa, Sachalińska. Prawie wszystkie wyspy położone przy brzegach. Największe z nich to Wyspy Szantarskie, Wyspy Zawiałowa, Wyspy Jamskie. Tylko mała wyspa Jana (ros. Ионы) leży na otwartym morzu. Do Morza Ochockiego wpadają Amur, Uda, Ochota, Giżyga, Penżyna.
Morze Ochockie jest zasilane przede wszystkim dzięki połączeniu z Oceanem Spokojnym. Opady i wody rzek odgrywają małą rolę. Najwięcej wody przepływa przez Cieśninę La Pérouse’a. Wody z głębin Oceanu Spokojnego przechodzą przez Cieśniny Kurylskie. Powierzchniowe wody Morza Ochockiego mają temperaturę zimą od -1,8 do 2° С, latem od -1,5 do 15° С. Występują prądy morskie, największe w Cieśninach Kurylskich (nawet do 3 m/s). Przypływy mają amplitudy od 12 m w Zatoce Szelichowa do 0,8 m przy brzegu Sachalinu. Północna część morza pokrywa się lodem. Często występują sztormy. Przezroczystość wód waha się w granicach 10–17 m na pełnym morzu i 6–8 m przy brzegach.
Morze charakteryzuje się bogatą fauną. Znane jest ze swoich ławic mintaja. Występuje tu wiele gatunków bezkręgowców i ssaków (walenie, foki). Miejsce obfitego połowu ryb (łososiowate, płastugi, śledzie, dorsze, kraby).
Ważniejsze miasta nad Morzem Ochockim: Magadan, Ochock, Siewiero-Kurilsk, Kurilsk, Abashiri.
Morze Ochockie zostało odkryte – dla Europejczyków – przez rosyjskich podróżników Moskwicina i Pojarkowa w pierwszej połowie XVII wieku. Od 1733 roku uczestnicy Drugiej Ekspedycji Kamczackiej zbadali większość wybrzeża morza. W latach 1849–1855 zbadano ujście Amuru i potwierdzono istnienie cieśniny między kontynentem a Sachalinem.